# الاتحاد السوفيتي في الحرب الكورية

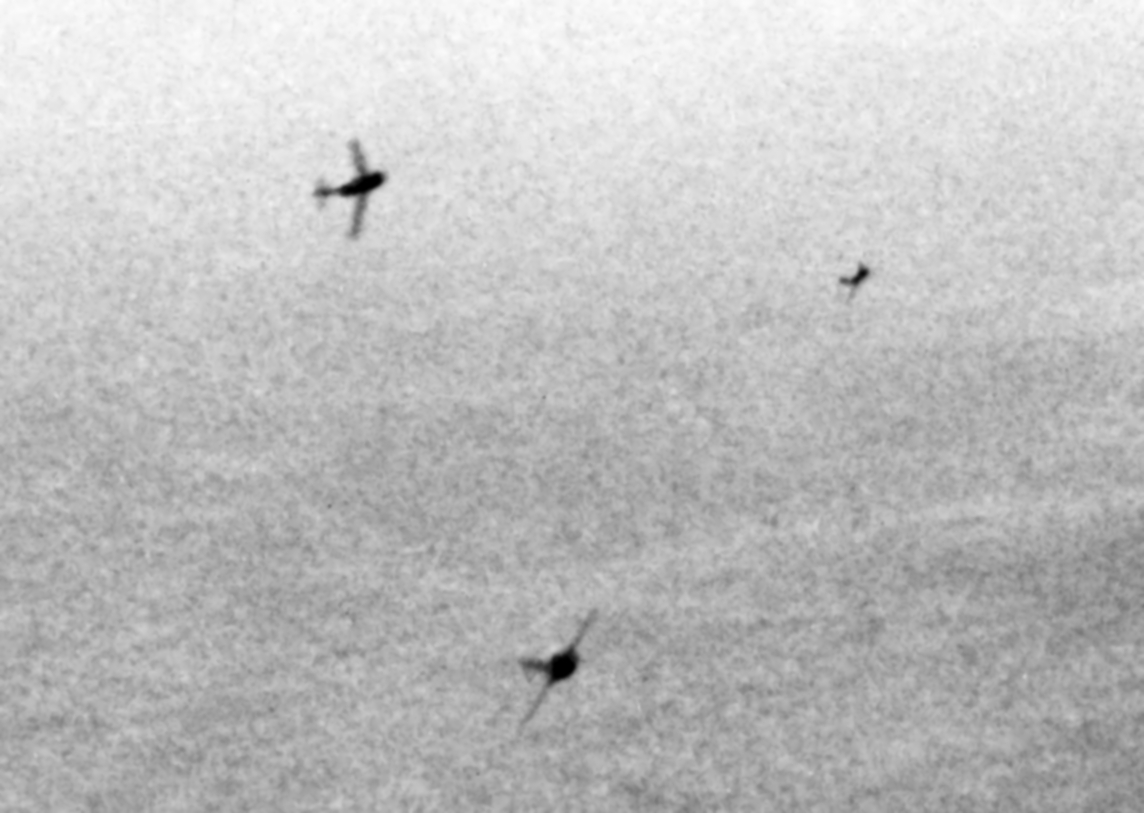
طائرات ميغ 15 السوفيتية تنعطف في سماء كوريا لاستهداف طائرة بوينع بي-29 سوبر فورترس التابعة للقوات الجوية الأمريكية عام 1951.

مع أن الاتحاد السوفيتي لم يتدخل رسميًا في الحرب الكورية (1950 – 1953)، لكنه لعب دورًا سريًا مهمًا في الصراع، فقدم العتاد والخدمات الطبية، فضلًا عن الطيارين والطائرات، وعلى الأخص طائرات ميغ 15 المقاتلة، لمساعدة القوات الكورية الشمالية - الصينية ضد قوات الأمم المتحدة.

## خلفية

### الاحتلال السوفيتي لكوريا الشمالية (1945 – 1948)

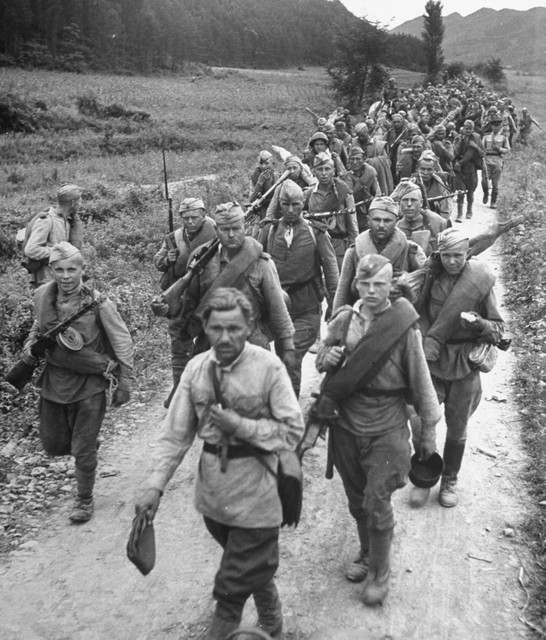
جنود سوفييت في كوريا بعد الغزو السوفيتي لمنشويا في أكتوبر 1945.

شاركت الوحدة 25 من الجيش السوفيتيي في التقدم في الأراضي الشمالية من كوريا فور انتهاء الحرب العالمية الثانية، وبقي المقر الرئيسي للجيش السوفيتي في بيونغ يانغ فترة من الزمن. كما فعلت القوات الأمريكية جنوبي البلاد، بقيت القوات السوفيتية في شمال كوريا بعد انتهاء الحرب بهدف إعادة إعمار البلاد.
كان للجنود السوفيت دور فعال في إنشاء الجيش الشعبي الكوري الشمالي والقوات الجوية الكورية الشمالية وتطورهما المبكر، وكان لهم أيضًا دور في تحقيق الاستقرار في المناطق الشمالية من شبه الجزيرة الكورية. تأسست أكاديمية شينويجيو للقوات الجوية تحت القيادة السوفيتية، في 25 أكتوبر من عام 1945، بهدف تدريب الطيارين الجدد.

### الحرب الباردة

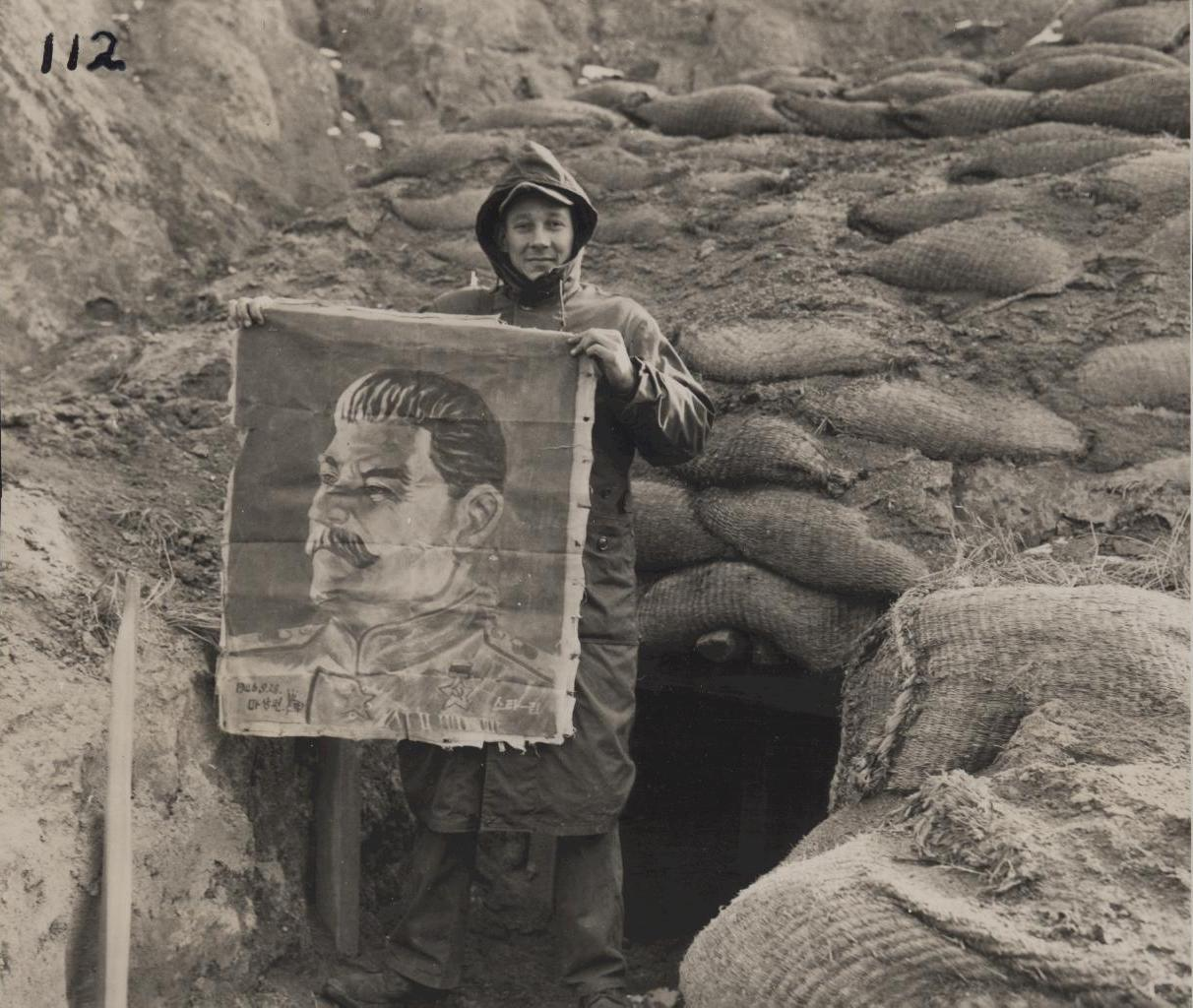
أحد جنود المشاة البحرية الأمريكية يرفع صورة لستالين عثر عليها في مخبأ بالقرب من منطقة يودام -ني خلال معركة شوزين ريسيرفوار، في 27 نوفمبر 1950.

في الوقت الذي اندلعت فيه الحرب عام 1950، كان الاتحاد السوفيتي الشيوعي والصين وحلفاؤهما في حالة من الحرب الباردة مع الدول الرأسمالية، وشعر كلا البلدين بإمكانية أن تزيد الحرب الكورية من زعزعة العلاقات غير المستقرة اصلًا بين الجانبين، مع إمكانية أن يكون لها، في المقابل، عددًا من الإيجابيات.

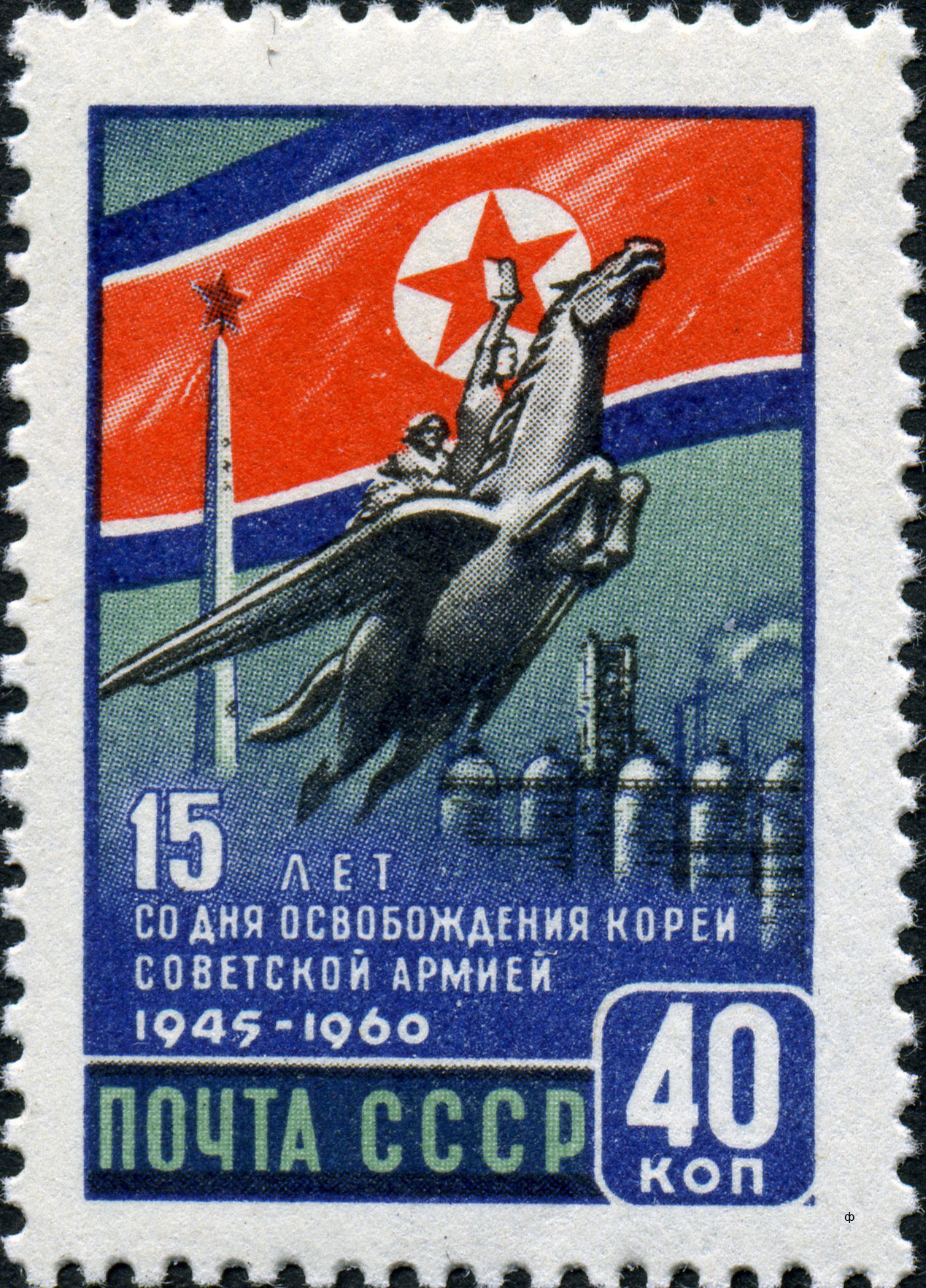
يخلد هذا الطابع السوفيتي لعام 1960، ذكرى مرور 15 عامًا على تحرير الاتحاد السوفيتي لكوريا من الحكم الياباني خلال الحرب العالمية الثانية.

في عام 1950 قرر كم إل سونغ غزو كوريا الجنوبية بسبب اعتراضات ستالين المتكررة. اشترط ستالين أن يوافق ماو على إرسال تعزيزات في حال لزم الأمر. أعلن ستالين أن القوات السوفيتية لن تشارك علانية في القتال لتجنب الحرب المباشرة مع الولايات المتحدة الأمريكية. التقى كيم ماو في شهر مايو من عام 1950. كانت الصين بحاجة ماسة للمساعدة الاقتصادية والعسكرية التي وعدها بها الاتحاد السوفيتي. أرسل ماو المزيد من المحاربين القدامى من جيش التحرير الشعبي الكوري الإثني إلى كوريا ووعد بتحريك وحدة عسكرية نحو الحدود الكورية. بدأت الاستعدادات للحرب بالتسارع بمجرد ضمان إيفاء ماو بالتزاماته.
لم يكن من الممكن للقوات السوفيتية أن تشارك في أعمال عدائية ومباشرة ضد جنوب كوريا دون إثارة صراعات مع دول أخرى أعضاء في الأمم المتحدة، وذلك نظرًا لتواجد الجنود الأمريكيين وقوات الأمم المتحدة الأخرى في الجانب الجنوبي من كوريا، فاضطر الاتحاد السوفيتي لإخفاء مشاركته في الصراع (على الأقل إلى الحد الذي يمكن فيه للحكومة السوفيتية أن تنكر تدخلها في الحرب بشكل منطقي) بغية تقليل مخاطر تحول «الحرب الباردة»، مع الناتو والولايات المتحدة الأمريكية، في أماكن أخرى من العالم، إلى «حرب ساخنة»، ما يهدد باشتعال حرب نووية. تمكن الاتحاد السوفيتي، من خلال إنكاره التدخل المباشر في الحرب الكورية، من منع تفاقم الحرب. بالإضافة إلى ذلك، كانت مشاركة الاتحاد السوفيتي بالحرب إلى جانب كوريا الشمالية مخالفةً لقرار مجلس الأمن الدولي رقم 84 الذي كان ملزمًا للاتحاد السوفيتي من الناحية النظرية.  